# Sunset Strip

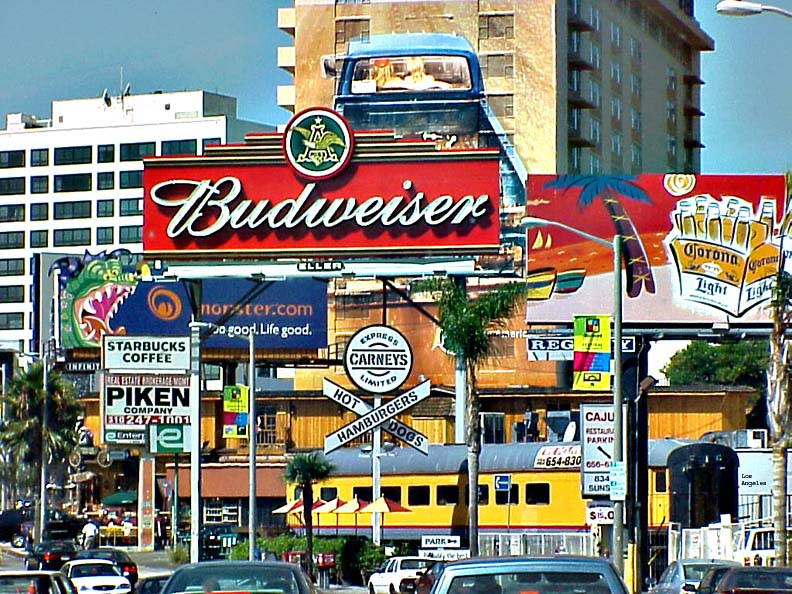
Der Sunset Strip mit auffälligen Werbetafeln

Der Sunset Strip ist der Teil des Sunset Boulevards, der in West Hollywood zwischen dem zu Los Angeles gehörenden Stadtteil Hollywood und Beverly Hills liegt.
Der Sunset Strip ist bekannt für seine Boutiquen, Restaurants sowie Rock- und Nachtclubs. Bekannteste Clubs sind der Viper Room (River Phoenix starb vor der Tür des Clubs), The Roxy, Rainbow Bar and Grill und das Whisky a Go-Go, wo Rockbands wie Guns N’ Roses auftraten und bekannt wurden. Das Sunset Marquis Hotel gilt als Hotel der Musiker, die auf dem Sunset Strip auftreten. Im Untergeschoss ist das Studio in the Sunset Marquis eingerichtet, ein Aufnahmestudio, in dem bedeutende Musikaufnahmen entstanden. Tagsüber ist der Sunset Strip eine beliebte Einkaufsstraße.

## Geschichte

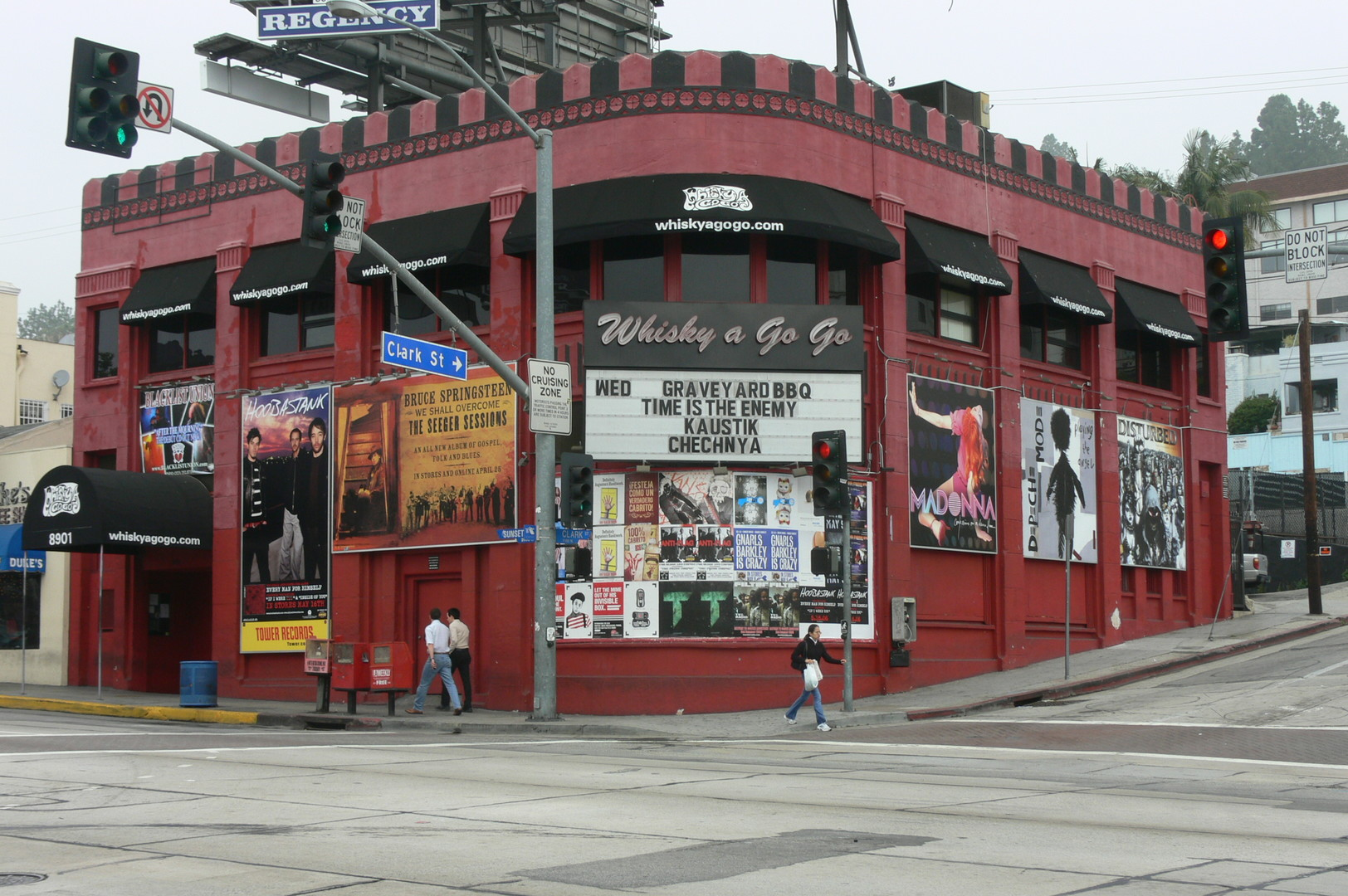
Das Whisky a Go Go

In den 1920er-Jahren entstanden die ersten Nachtclubs und Casinos entlang des Sunset Strip, weil dieser außerhalb des Stadtgebietes und in Zuständigkeit des Los Angeles County lag und die strengeren Vorschriften der Stadt nicht galten. Der Begriff „Glanz und Glamour“ beschrieb den Sunset Strip in den 1930er- und 1940er-Jahren, als die Restaurants und Clubs zum Treffpunkt der reichen Einwohner aus Los Angeles wurden. Viele Prominente tanzten in den Clubs wie Ciro’s, The Mocambo und The Trocadero. Man sagt, dass manche Nachtclubs des Sunset Strip von Gangstern wie Mickey Cohen aufgekauft wurden.
Anfang der 1960er-Jahre sank die Bedeutung des Sunset Strip für die Unterhaltungsindustrie, doch viele Restaurants und Clubs wurden zu Attraktionen von Touristen. Mitte der 1960er avancierte der Sunset Strip zu einem Zentrum der Gegenkultur. 1969 wurden Hippies des Öfteren von der Polizei verfolgt. Solche Szenen spielten sich bis Anfang der 1970er-Jahre ab. Dieses Szenario verarbeitete die Band Buffalo Springfield in ihrem Protestsong For What It’s Worth.
In der Mitte der 1970er-Jahre avancierte der Sunset Strip zum Treffpunkt amerikanischer Musiker und Bands. Zu dieser Zeit wurde der Sunset Strip auch für die Punkmusik und New-Wave-Musik relevant. Ende der 1970er wurde der Sunset Strip ein Ballungsraum des Glam Metals. Wegen höherer Mietpreise löste sich die Glam-Metal-Szene während der 1980er-Jahre wieder auf. 1984 wurde West Hollywood als Stadt selbständig und erhielt die Zuständigkeit für den Strip von der County-Verwaltung. Seit den 1990ern ist der Sunset Strip ein Ballungsraum für Rockbands, die nicht von der Musikindustrie gesponsert werden.

## Weiteres
- In mehreren Clubs am Sunset Strip findet jährlich das Sunset Strip Music Festival statt, ein dreitägiges Musikfestival für Rock- und Metalbands.
- Im November 1984 scheiterten die Wähler beim Versuch, aus dem Sunset Strip eine unabhängige Stadt zu machen.
- The Las Vegas Strip wurde nach dem Sunset Strip benannt.
- Courtney Love schrieb einen Song für das 2004 erschienene Album America's Sweetheart über den Strip.
- 77 Sunset Strip war eine bekannte, von 1958 bis 1964 ausgestrahlte Fernsehserie, die am Strip gedreht wurde.
- 1979 schrieb Donna Summer den Song Sunset People, der über das Nachtleben des Strip erzählt.
- Neil Bogarts Schallplattenfirma Casablanca Records hatte von 1975 bis 1981 ihren Sitz am Strip.